# Sargent Johnson

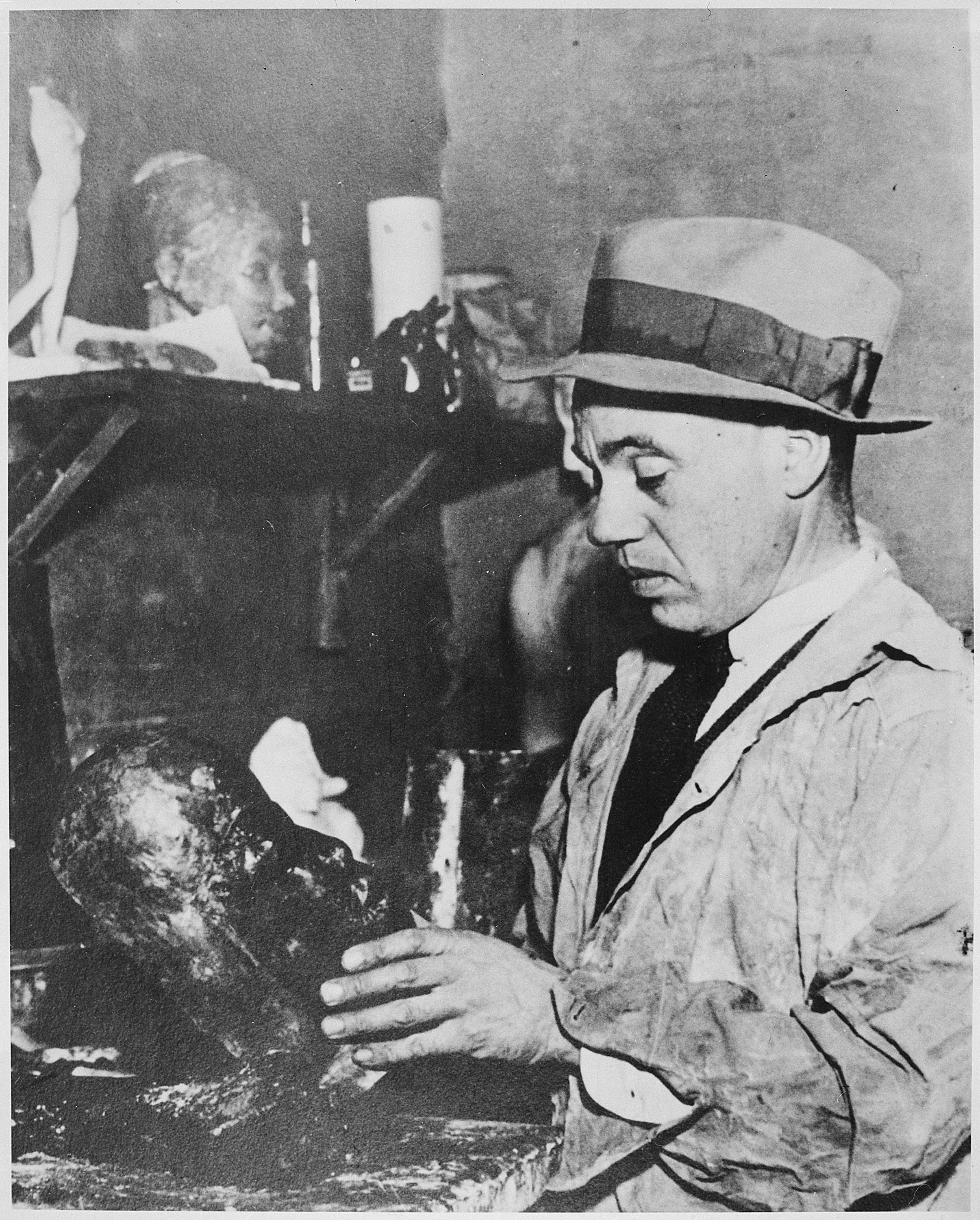
Sargent Johnson

Sargent Claude Johnson (* 7. Oktober 1888 in Boston, Massachusetts; † 10. Oktober 1967 in San Francisco, Kalifornien) war einer der ersten afro-amerikanischen Künstler, die in den USA landesweite Anerkennung errangen. Er war bekannt für abstrakt-figurative und frühmoderne Gemälde, Keramiken, Drucke, Grafiken, Skulpturen und Schnitte. Die meiste Zeit seines Lebens war er Mitglied der Kommunistischen Partei.

## Leben
Sargent Johnson war das dritte von sechs Kindern. Früh verwaist, wurde er von seiner Tante großgezogen, der Bildhauerin May Howard Jackson. 1915 zog Sargent Johnson in die Gegend der Bucht von San Francisco, heiratete Pearl Lawson und begann ein Studium an der A. W. Best School of Art. Von 1919 bis 1923 besuchte er die California School of Fine Arts. Er wurde beeinflusst von der Harlem Renaissance.
Ab 1945 und bis 1965 unternahm Sargent Johnson einige Reisen nach Oaxaca und das südliche Mexiko, dessen Kultur er in seinen Werken verarbeitete.